# أوكلاند (مقاطعة دوغلاس)
أوكلاند، مقاطعة دوغلاس (بالإنجليزية: Oakland, Douglas County, Wisconsin)‏ هي بلدة تقع بولاية ويسكونسن في الولايات المتحدة. تبلغ مساحتها 168.3 (كم²)، وترتفع عن سطح البحر 374 م، بلغ عدد سكانها 1144 نسمة في عام 2000 حسب إحصاء مكتب تعداد الولايات المتحدة وتصل الكثافة السكانية فيها 6.9 نسمة/كم2.

## وصلات خارجية
- www.townofoakland.net
- The US50 - Cities and Towns in Wisconsin State
- Wisconsin Cities and Towns, Facts, Map, Flag, Colleges, Government, and More